# Bien virtual
Bienes virtuales son objetos que tienen existencia aparente y por lo tanto no real que son comprados e intercambiados en internet. Un objeto virtual no tiene valor intrínseco en el mundo físico o real y es por definición intangible. Un ejemplo de bien virtual sería una rosa que le envía una persona a otra el día de San Valentín, a través de una comunidad virtual o mensajería instantánea. Una forma más compleja y cara de intercambio de bienes y propiedades 3D ha surgido con la popularidad de los videojuegos multijugador masivo en línea, también llamado este tipo de intercambios economía virtual.

## Mercado
El mercado de bienes virtuales ha crecido rápidamente durante el siglo XXI, con un gasto aproximado anual de 1.5 miles de millones de dólares. El valor de estos bienes en los juegos en línea depende del tiempo necesario para obtenerlos y que sean necesarios para progresar en el juego. En China, el mercado de bienes virtuales es mayor que el de la publicidad en línea.